# Ascending into Perdition
Ascending into Perdition — дебютный студийный альбом итало-норвежской блэк-метал-группы Darvaza, выпущенный 4 февраля 2022 года на лейбле Terratur Possessions.

## Отзывы критиков
Альбом получил положительные отзывы от музыкальных критиков. Мориц Грюц из metal1.info оценил альбом в 7.5 баллов из 10 и назвал его хоть и безликим, но качественным блэк-металом, а также окрестил коллектив одним из самых «горячих» в жанре.

## Список композиций
| №                   | Название                          | Длительность |
| ------------------- | --------------------------------- | ------------ |
| 1.                  | «Mother of Harlots»               | 6:19         |
| 2.                  | «The Spear and the Tumult»        | 8:53         |
| 3.                  | «Mouth of the Dragon»             | 5:38         |
| 4.                  | «This Hungry Triumphant Darkness» | 6:58         |
| 5.                  | «The Second Woe»                  | 6:26         |
| 6.                  | «Silence in Heaven»               | 9:07         |
| Общая длительность: | Общая длительность:               | 43:21        |

## Участники записи
- Omega — все инструменты
- Wraath — вокал